# Kalovits István
Kalovits István (Budapest, 1947. március 27.) magyar tanár, pedagógus, sportpedagógus, babaúszás-szakértő; a nevéről elnevezett Kalovits-módszer létrehozója. Módszertana nem úszásoktatás, hanem nevelési módszer, melynek tudatosan felépített játékrendszere segítséget nyújt a családi kötődések elmélyítéséhez, a gyermekek testi-lelki fejlődéséhez, közelebb visz bennünket gyermekünk megismeréséhez.

## Élete
Édesanyja Horváth Mária, a neves Váci utcai kalapkészítő család sarja. Édesapja id. Kalovits István a Posta megbecsült dolgozója egyben neves középtávfutó atléta a Ferencvárosi Torna Club színeiben. Testvére Bornyászné Kalovits Mária.
Kalovits István gyermekkorát az Üllői úton töltötte igazi grundlakóként. Tanulmányait a Práter utcai fiúiskolában kezdte, ahova a forradalom kitörésekor is járt.

Az 1956-os forradalom leverésére a szovjet hadsereg az Üllői úton vonult be. Édesapja az ellenállásban tevékenyen a ház és az asszonyok védelmével vett részt, István 10 évesen innen nézte végig a forradalom pár súlyosabb pillanatát.

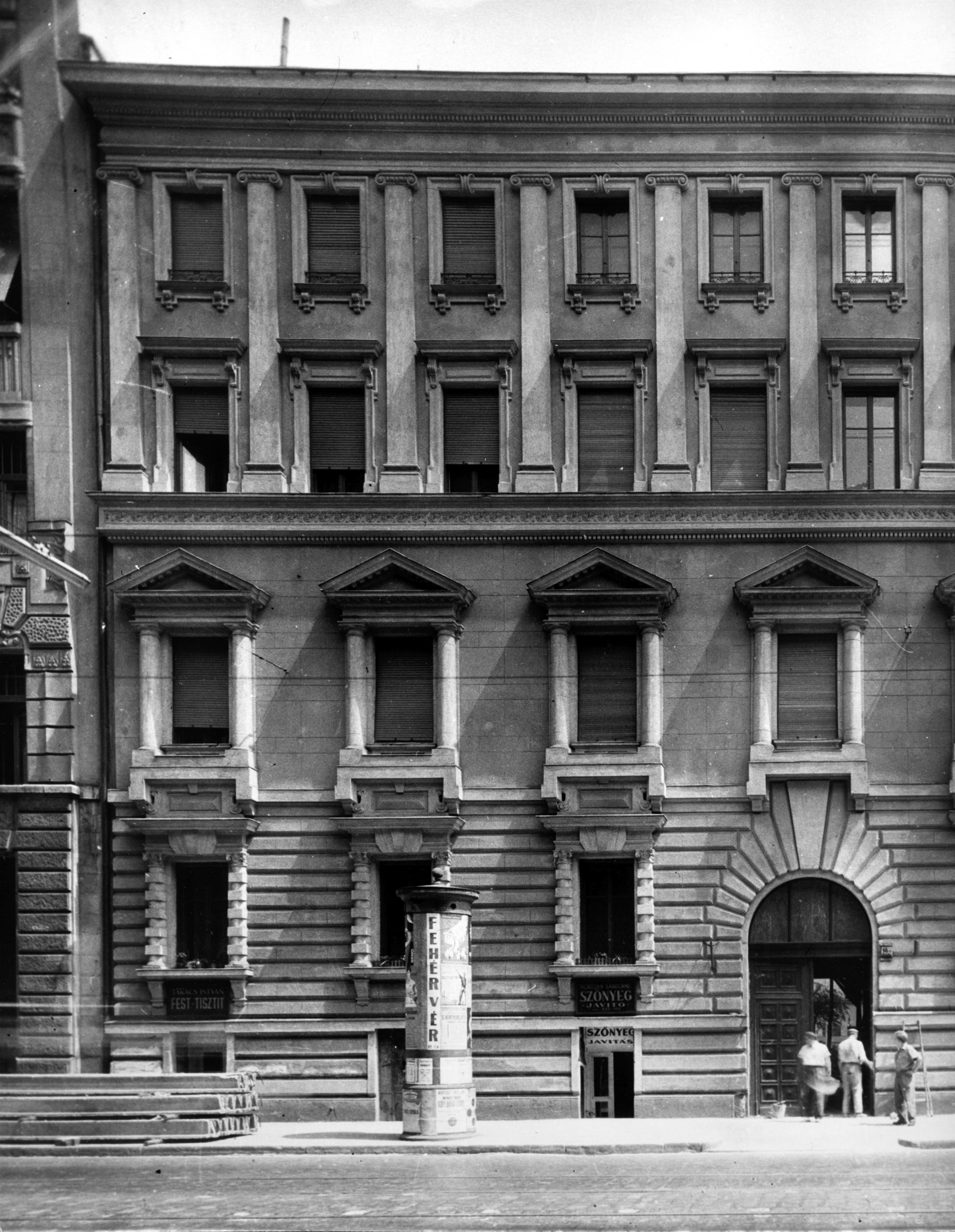
Kalovits István szülőháza, Üllői út 16/a

1957-ben több hónapra Balatonszemesre költözött a család, ahol a családi nyaraló volt található, és ahol család egyik ága közel száz évig lakott. Itt járt több hónapig a helyi elemi iskolába.
Gimnáziumi tanulmányait Budapesten a Vörösmarty Mihály Gimnáziumban végezte, majd orgonakészítő szakembernek tanult, többek között a Mátyás templom orgonájának készítésében is segédkezett ipari tanulóként. A szakma tanulása után felvették a Testnevelési Főiskolára. Előfelvételi évét, azaz főiskola előtti egyéves katonai szolgálatát a Magyar Honvédség szolnoki  ejtőernyős bázisán töltötte. Itt szeretett bele a repülésbe és az ejtőernyős ugrás ba. A TF-en ismerkedett meg későbbi feleségével, Soós Máriával, vele két közös gyermekük született, Gábor és Judit.
Nővérével együtt gyermekkorától kezdve napi szinten édesapjával tartott az FTC pályájára, ahol id.Kalovits István atléta edzőként dolgozott. Minden nap edzett a felnőtt felnőtt atlétákkal, és hamarosan ki is tűnt tehetségével, elsősorban távolugrásban.
17 évesen rákészülés nélkül 705 cm-t ugrott a Fradi pályáján, de edzésmunka hiányában tehetsége hiába vetekedett Földessy Ödön akkori csúcstartó távolugró magyar bajnokéval, mégsem az lett választott sportja. Gátfutóként és rövidtávfutóként is kiemelkedő eredményei voltak, edzője ekkor szintén édesapja volt.

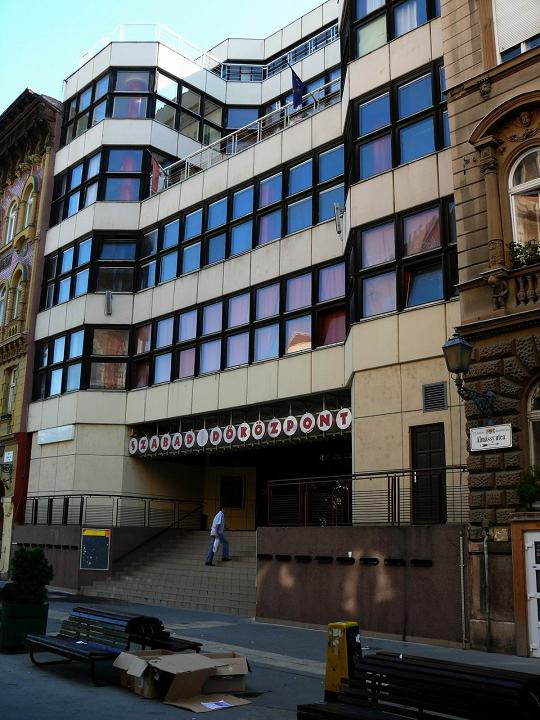
Almássy téri szabadidőközpont, a babaúszás magyarországi bölcsője

Testnevelő tanárként tanított a Vörösmarty Mihály Gimnáziumban, és a Puskás Tivadar Távközlési Technikumban. Ezt követően az úszásoktatás felé fordult és először a Budafoki Művelődési Ház uszodájának, majd az Almássy téri Szabadidőközpont uszodájának vezetője lett. Itt kezdődött a magyarországi babaúszás története.

## Magánélete
Soós Máriától 1998-ban elvált. Új feleségével, Ruzsonyi Ágnes sel közösen nevelték Monostori-Kalovits Márk ot, majd 2000-ben megszületett közös gyermekük, Kalovits Balázs, atléta. 2001-ben születik Kalovits Panna, majd 2006-ban Kalovits Kata és Rozi .

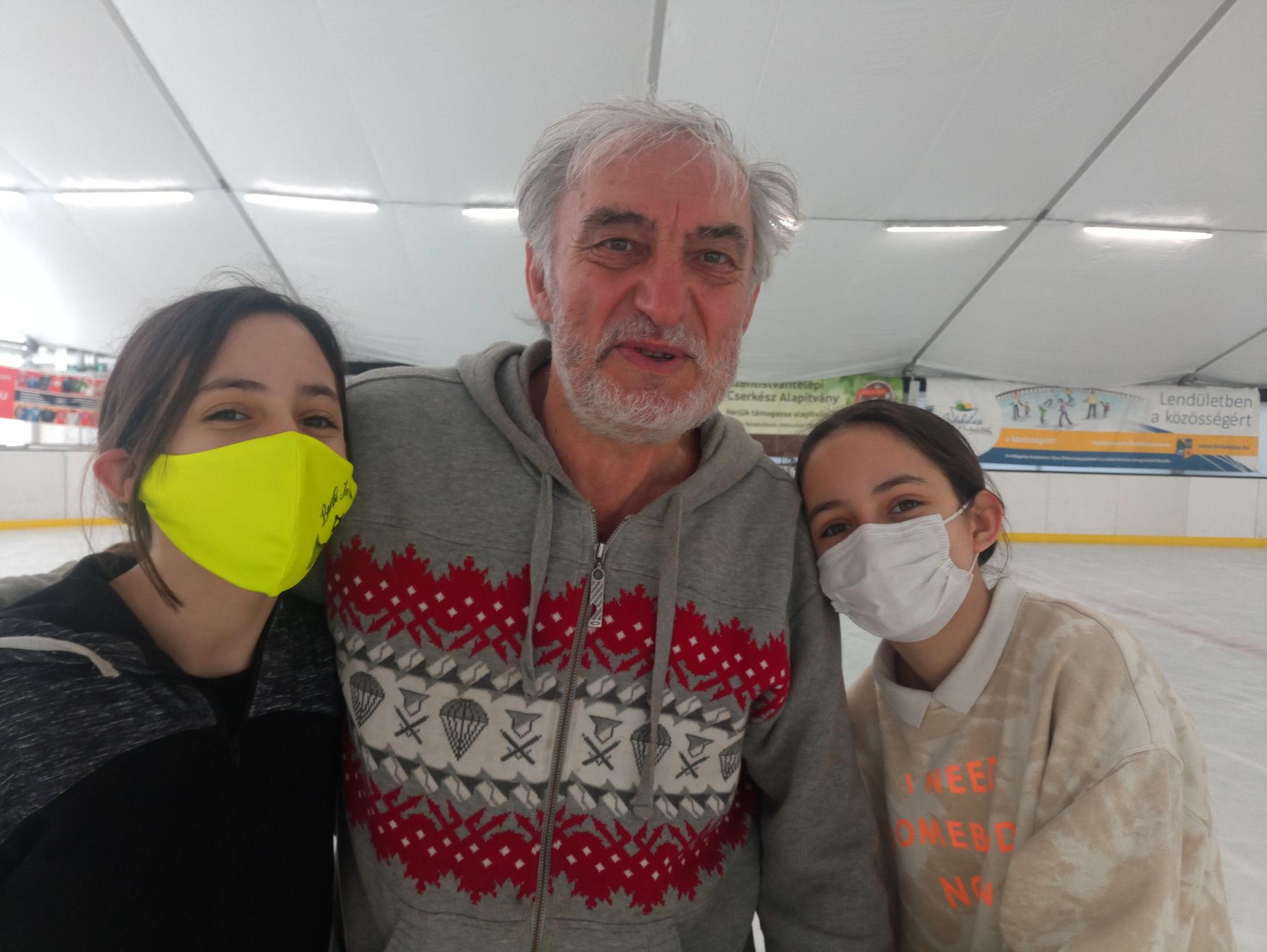
Legkisebb lányaival 2021 februárjában

A babaúszás pandémia miatti kényszerszünete alatt új könyve alapjain dolgozik jelenleg.
További tervei között szerepel egy ejtőernyős ugrás, évente összejárnak volt bajtársaival a szolnoki repülőnap alkalmával, az újabb ugrás ötlete is itt született meg.
Emellett mostanában leginkább balatoni fotóiról ismert. A balatoni kapocs gyerekkoráig vezet vissza és máig erősen él, ezért nagyon aktívan részt vesz Balatonszemes hagyományainak, vizuális látképének és értékrendjének megőrzésében. Fellépésével, az általa szerkesztett és moderált Facebook csoport létrehozásával segíti és óvja a balatonparti település értékeit – ha kell aláírásgyűjtéssel, közösségi szervezkedéssel. Ennek eredményeképpen jött létre a község erős érdekvédelme, több károsnak ítélt kezdeményezésnek sikerült elejét venniük. Munkájával és személyével kapcsot képez az ottlakók és a nyaralótulajdonosok között is.
Szintén a Balatonhoz köthető, több évtizedes hobbija a vitorlázás, Kalóz típusú hajójával sűrűn látni a vízen.

## Könyvei
- Kalovits István – Ruzsonyi Ágnes: Babaúszás – Boldogságprogram
- Kalovits István: A legfőbb jóság

## Megjelenések
- Propeller.hu
- Babaúszás Siófokon
- Babaúszás Békéscsabán[halott link]
- Kisporonty
- Nandu.hu
- Életkezdet perinatális munkacsoport
- Éva Magazin interjú Kalovits Istvánnal
- Ismertseg.hu Archiválva 2021. április 10-i dátummal a Wayback Machine-ben
- Hegylakó Magazin